# Rupela lumaria
Rupela lumaria là một loài bướm đêm trong họ Crambidae.